# 성신초등학교 (서울)
성신초등학교(誠信初等學校)는 대한민국 서울특별시 성북구에 있는 사립 초등학교이다.

## 학교 연혁
- 1965년 4월 28일: 개교
- 1967년 2월 1일: 초대 교장 취임
- 1967년 2월 8일: 1회 졸업식 진행
- 1973년 3월 23일: 리숙종 학교법인 성신학원 이사장 취임
- 1977년 11월 2일: 2대 교장 취임
- 1980년 1월 30일: 모범우수학교 교육감표창 수상
- 1981년 2월 28일: 성신 국민학교로 교명변경
- 1983년 4월 28일: 학교 건물 이전 준공식 거행
- 2025년 4월 28일: 개교 60주년

## 참고 자료
- 성신초등학교 - 한국교육학술정보원 학교알리미